# Jitsi
Jitsi是自由開源的跨平台語音（VoIP）、視訊會議和即時通訊應用程式，可用於Web平台、Windows、Linux、Mac OS X和Android。Jitsi專案始於Jitsi Desktop（舊稱SIP Communicator）。隨著網頁即時通訊（WebRTC）的發展，專案團隊把工作重點移到允許在網頁上進行多方視訊通話的Jitsi Video Bridge。後來，該團隊添加了Jitsi Meet，這是一個完整的視訊會議應用程式，包括了Web、Android和iOS用戶端。Jitsi還負責meet.jit.si的運營，這是由Jitsi託管、專供社群免費使用的Jitsi Meet版本。其他專案還包括：Jigasi、lib-jitsi-meet、Jidesha和Jitsi。
Jitsi得到NLnet基金會、史特拉斯堡大學和阿爾薩斯地區等各種機構的支持，並且還多次參與了Google夏日程式碼大賽。

## 歷史
Jitsi（時稱SIP Communicator）的相關工作始於2003年，當時是埃米爾·伊沃夫（Emil Ivov）在史特拉斯堡大學時的學生專案。最初是以一個視訊電話範例的名義，發布在JAIN-SIP堆棧中，後來分拆出來成為一個獨立專案。 
2009年，埃米爾·伊沃夫創立了BlueJimp公司，雇用了一些Jitsi主要貢獻者，以提供與這個專案相關的專業支援和開發服務 。 
2011年，本專案在經由XMPP的Jingle擴充套件成功增加了對音訊和視訊通訊的支援功能後，被重命名為Jitsi，因為它不再是「只有SIP的通訊器」了。新的名字源於保加利亞語的（電線）。 
Jitsi在2013年推出Video Bridge，使用了新的Selective Forwarding Unit（SFU）架構支援其用戶可以進行多方視訊通話。同年晚稍晚，JitsiVideobridge初步支援可以從瀏覽器調用WebRTC的功能。为了演示如何將JitsiVideobridge當作產品服務，BlueJimp在met.jit.si上用它架設了一個系统，提供免費使用。 
2014年11月4日，「Jitsi + Ostel」在電子前哨基金會的安全簡訊評比中，拿下評分卡7分中的6分。他們被扣了一分，是因為沒有最近獨立的程式碼審核。 
2015年2月1日，Hristo Terezov、Ingo Bauersachs和團隊其他成員在布魯塞爾舉行的2015年自由及開源軟體開發者歐洲會議中，在他們的臺上發布了 2.6版。此版本包括安全修復程序，將XMPP 及SSLv3中不推薦使用的MSN協議支援移除。除了其他明顯的改善外，OS X版本還綑綁了Java 8運行時，預設啟用回聲消除，並使用CoreAudio子系统。 Linux版本解決了GTK +原生LookAndFeel的字體問題，並修復了使用PulseAudio聲音系統時，通話設定中關於麥克風級別這個長期存在的問題。 此版本還添加了嵌入式Java數據庫Hyper SQL数据库，以提高具有大量配置檔案的使用者的性能，這個功能預設是關閉的。專案網站上提供了完整的更新列表。   
Atlassian於2015年4月5日收購了BlueJimp。 收購之後，Atlassian下的新Jitsi團隊將取消了關於Jitsi Desktop專案有意義的新開發工作，同時擴展了Jitsi Videobridge和Jitsi Meet相關專案的工作。Jitsi Desktop專案現在已由開源社群定期捐助來維持。Jitsi則由8x8全额資助。

## 主要專案

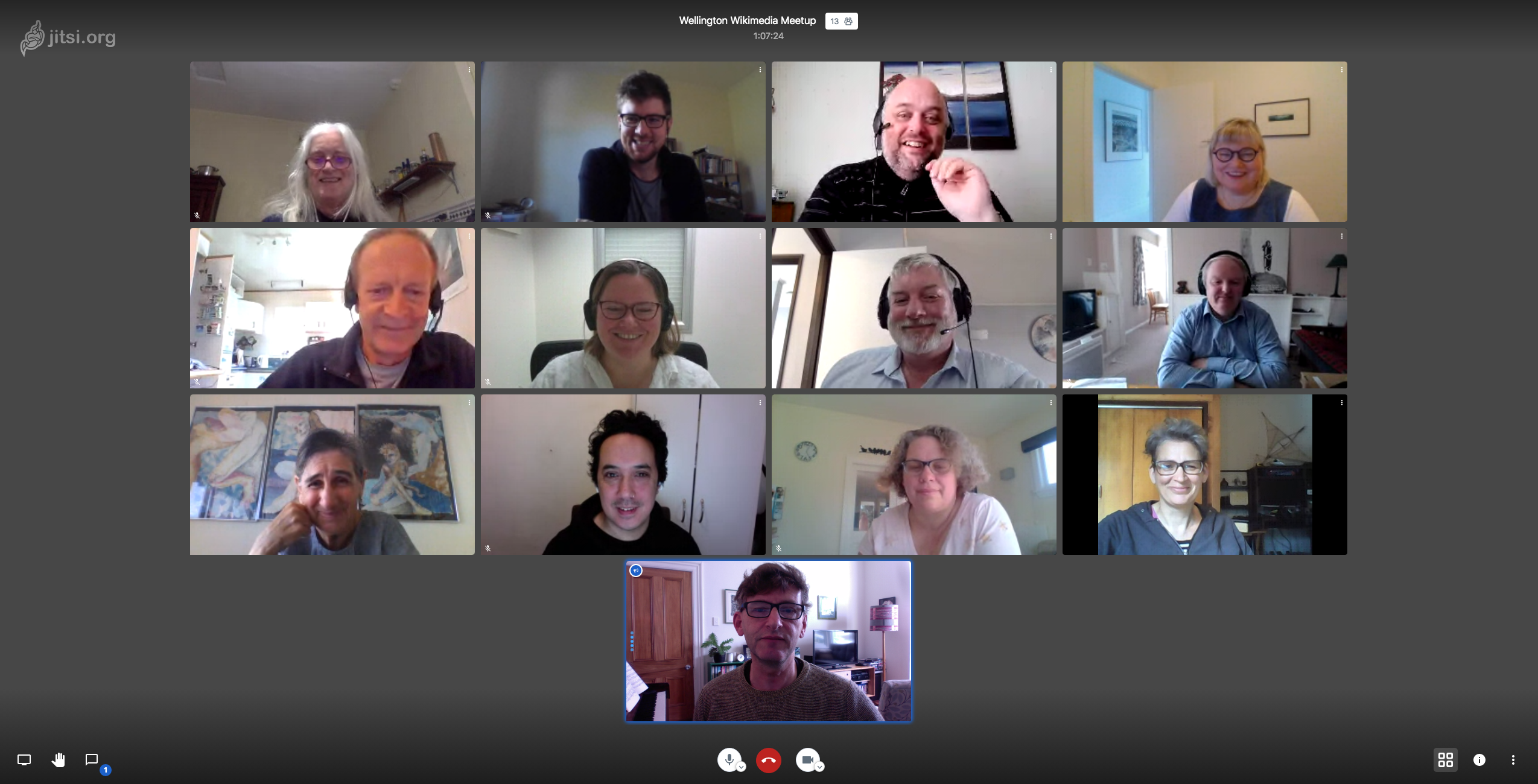
使用Jitsi的视频会议

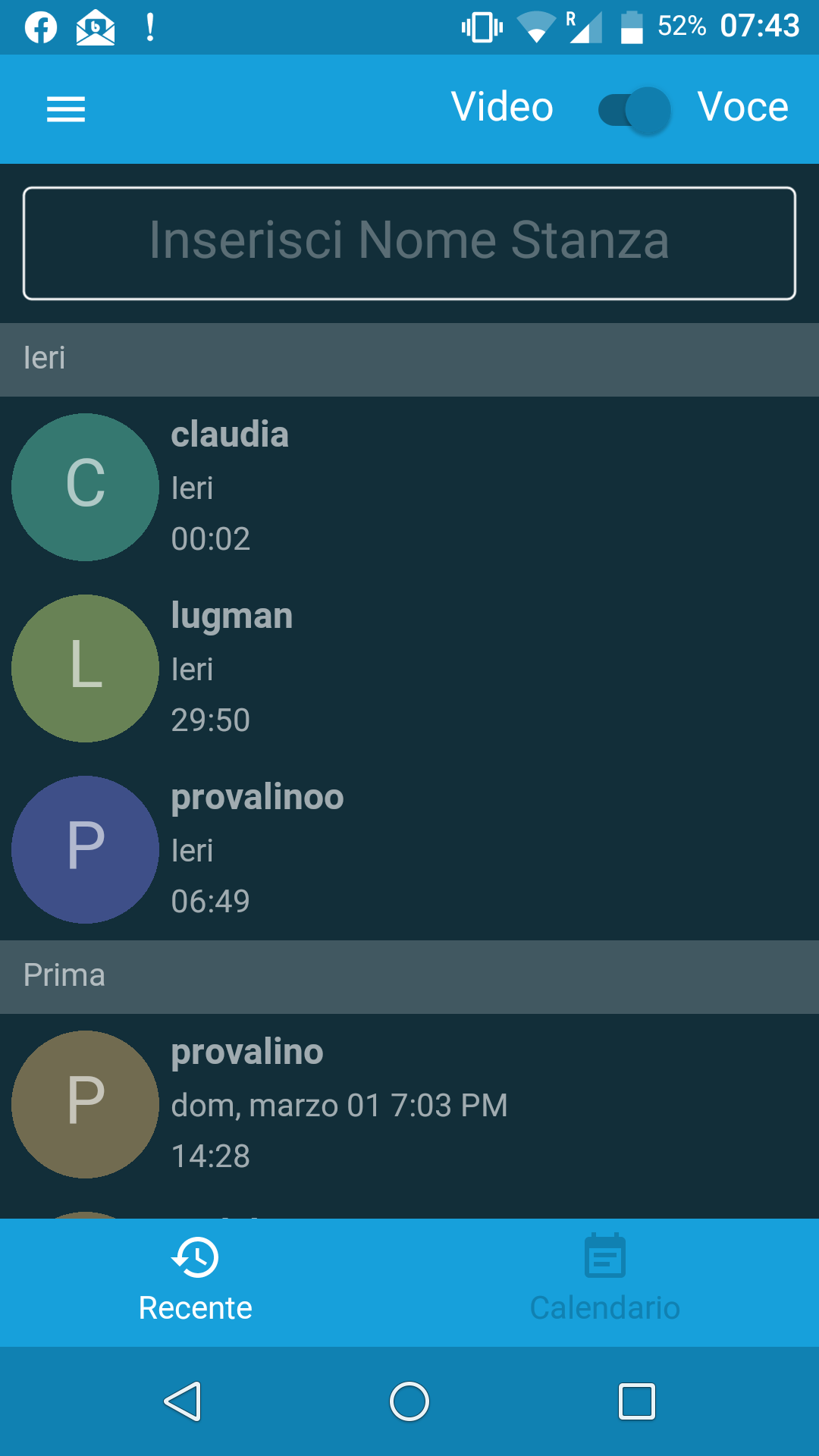
Android版本Jitsi Meet应用

在Github上有73個Jitsi開源儲存庫，主要的專案有：
- Jitsi Meet：能快速安裝在Debian/Ubuntu伺服器上的視訊會議服務。
- Jitsi Videobridge：支持多方會議的WebRTC Selective Forwarding Unit引擎。
- Jigasi：伺服端應用程式，可以允許常規SIP用戶端加入Jitsi Videobridge主持的Jit Meet會議。
- lib-jitsi-meet：一種低階的JavaScript API，用於為Jitsi Meet提供客制化的使用者介面。
- Jidesha：供Chrome和Firefox瀏覽器使用的Jitsi Meet擴充套件。
- Jitsi：支援SIP、XMPP / Jabber、AIM / ICQ和IRC等協議的音訊、視訊和聊天通信器。

### Jitsi Meet
這是個開放原始碼的JavaScript WebRTC應用程式，可以用於視訊會議。 它與Android、Mac OS X、Windows和Linux相容。一個人可以分享桌面和簡報，同時只需一個連結，就能邀請新成員加入會議。 它可以直接在瀏覽器中使用，也可以下載應用程式使用。
Jitsi Meet的特色
- 加密通訊和
- 無需安裝新軟體[35]

|  |  |

### Jitsi Videobridge
這是支援WebRTC的視訊會議解决方案，允許多位使用者做視訊通話。它是一個Selective Forwarding Unit（SFU），只會把選定的串流轉發給其他視訊通話中的參與者，因此CPU性能的好壞對於效能就不是那麼關鍵。 

### Jitsi Desktop
Jitsi催生了不少姊妹專案，例如Jitsi Video Bridge Selective Forwarding Unit（SFU）和Jitsi Meet。為了避免和其他日益增多的Jitsi專案相混淆，Jitsi用戶端應用程式就更名為Jitsi Desktop。 
最初，此專案因為支援IPv6，所以主要被當成實驗工具。經過數年，隨著該專案聚集了越來越多成員，它還增加了對SIP以外協議的的支持。 
特色

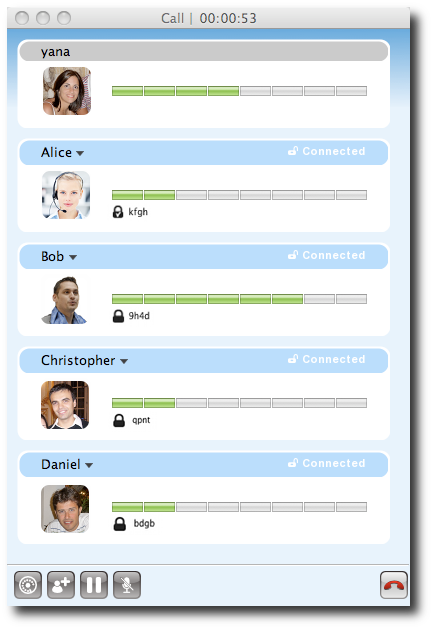
Mac OS X上的Jitsi電話會議的視窗。

Jitsi支持多種作業系統 ，包括Windows以及類Unix系统，例如Linux， Mac OS X和BSD。測試版有提供了為Android建立的軟體包，但專案路徑圖上對移植到Android平臺的描述是「暫緩」。  